# Aleurochiton
Aleurochiton är ett släkte av insekter som beskrevs av Tullgreen 1907. Aleurochiton ingår i familjen mjöllöss.
Släktet innehåller bara arten Aleurochiton aceris.

## Bildgalleri

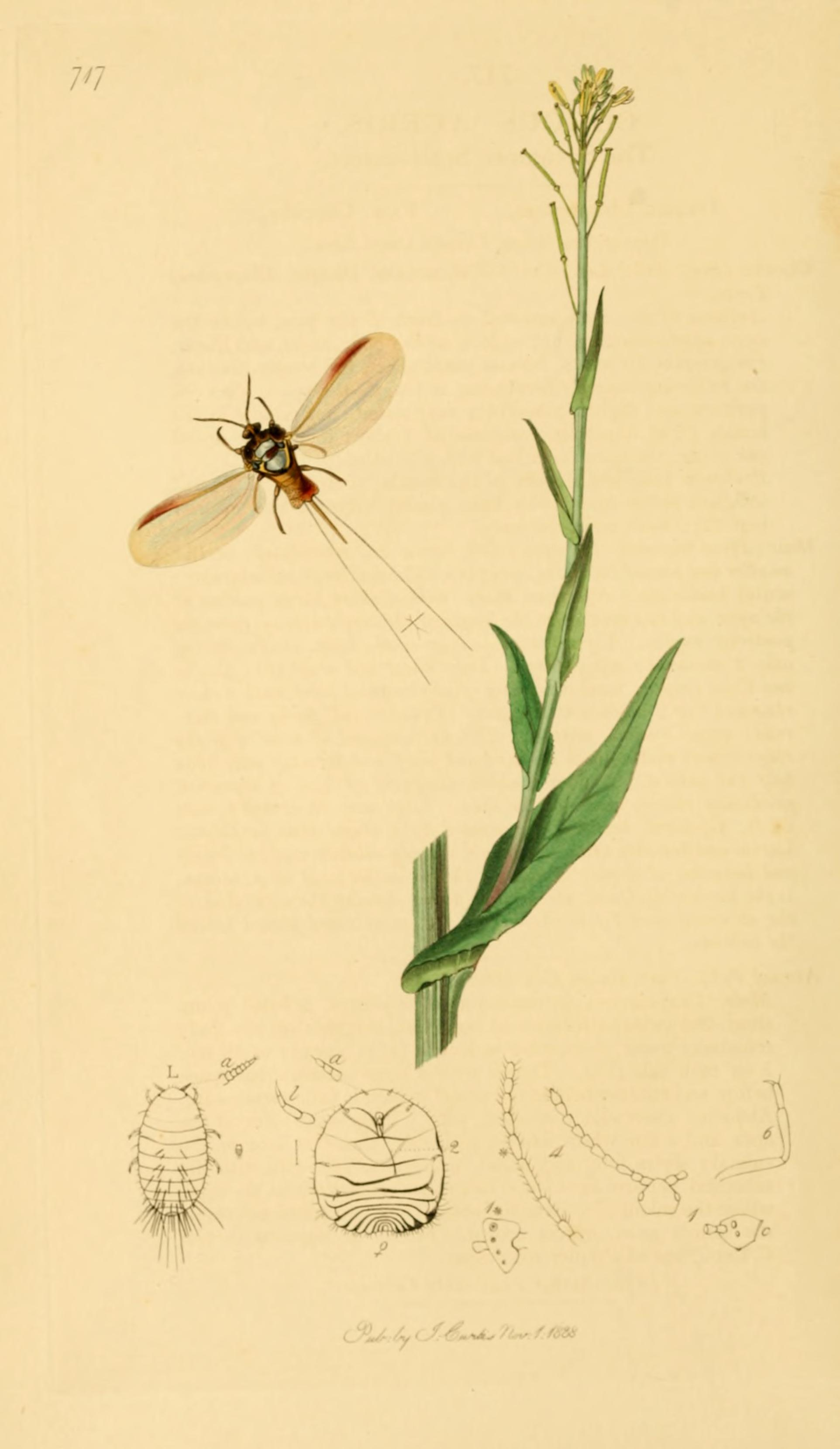